# Convent dels Servites (Montant)
El Convent dels Pares Servites de Montant, en la comarca de l'Alt Millars és un edifici de caràcter fortificat, catalogat com Bé de Rellevància Local segons la Disposició Addicional Cinquena de la Llei 5/2007, de 9 de febrer, de la Generalitat, de modificació de la Llei 4/1998, d'11 de juny, del Patrimoni Cultural Valencià (DOCV Núm. 5.449 / 13/02/2007), amb codi identificatiu: 12.08.078-002.

## Història
El Convent dels Pares Servites es va fundar en 1612, quan el llavors senyor de Montant, el comte de Cestellá, Miguel Vallterra, hereu de Pere Ximénez de Vallterra, que havia rebut aquestes terres com a regal pels seus serveis a la Corona d'Aragó en temps de Jaume I d'Aragó i la reconquesta de les terres als musulmans; decideix repoblar la zona, que havia quedat pràcticament deserta en expulsar els moriscs en 1609, amb vint-i-vuit famílies procedents de la Provença, que van arribar acompanyades per uns nou monjos de l'Orde dels Servents de Maria.
En un primer moment els monjos es van posar a viure en una casa propietat del Comte de la Villanueva, que passà a ser la Casa Abadia (en ser el lloc on vivia l'abat del convent format per aquests nou frares de l'orde dels Servents). El convent va estar en aquesta localització fins que el 1755 es va acabar de construir l'edifici conventual, que va arribar a albergar a uns quaranta monjos, incloent-hi novicis que realitzaven els seus estudis (de filosofia i teologia) en el convent.
Com a conseqüència de les desamortitzacions que es van produir des de finals del segle xviii, el convent es va transformar en caserna carlista i va tenir el seu protagonisme durant les Guerres Carlistes, per la qual cosa el seu aspecte es va adaptar a aquest nou ús, fortificant-se el seu exterior i obrint espitlleres per al foc d'artilleria, entre altres coses. En 1840 la caserna va ser presa per les tropes borbòniques.
En passar a mans particulars després de les guerres carlistes, el seu propietari va rehabilitar el convent per al seu ús com a habitatges particulars. Malgrat això es va aconseguir preservar l'església conventual, que estava annexa al convent i es va mantenir com a església per al culte, dedicada a la Verge dels Dolors (que és la advocación de la Verge considerada com a guia de l'esperit de l'orde).
En l'actualitat no queda res de la seva disposició interior primigènia, ja que l'edifici va acabar destinant-se a habitatges particulars, de manera que el van remodelar totalment per dins. Així va perdre totes les característiques conventuals que tenia en un primer moment. El seu exterior presenta un aspecte més semblant al que havia de tenir en finalitzar les guerres carlistes, encara que s'hagin realitzat obres de restauració en diferents moments, de caràcter privat fonamentalment.

## Descripció
Es tracta d'un edifici, en forma de cub, que segueix les pautes dels estils postbarroc i preacadèmic. En un primer moment el convent es va dedicar a Sant Miquel Arcàngel i Santa Anna.
Situat en l'inclinat vessant d'un monticle que està enfront de la població però separat de la mateixa per un barranc, el convent inicial s'estenia al voltant del claustre, que en l'actualitat és una plaça pública (la plaça dels Servites), construït en pendent utilitzant estructures voltades. A la zona més elevada estava emplaçada l'església, que és l'única part del convent que segueix utilitzant-se per al seu ús original.
L'església és un temple de planta de saló, amb tres naus, gran cor als peus i sagristia en el presbiteri. Les naus es cobreixen interiorment amb voltes de canó, que presenten llunetes als costats per incorporar llum ambiental a l'espai interior. Exteriorment la sostrada es cobreix de teula sobre un entramat de fusta, que es va construir a dues aigües. L'església manté part de la riquesa artística i patrimonial que posseïa l'orde al moment en el qual es va construir el convent. Cal destacar el cadirat de noguera del cor, les portes treballades en marqueteria o amb incrustacions òssies o d'ivori, la pila de la sagristia, realitzada seguint la tècnica de la taracea de marbres, restes de la ceràmica dels paviments, l'altar major o les pintures, destacant les murals que es troben en les petxines sobre les quals s'assenta la cúpula, en les quals apareixen escenes relatives a la història de l'orde.
La resta del convent ha perdut la seva fesomia inicial en transformar-se en habitatges particulars. Poden destacar-se uns magatzems que bé s'utilitzen per guardar eines, collites agrícoles i fins i tot animals, que són part d'una sala voltada que se situava a la zona més baixa del convent i amb menor pendent, i que presentava una decoració barroca a força de rocalles i cuirs retallats.
En la façana externa es pot veure una portada de pedra en forma de retaule amb una porta d'accés a l'edifici, i en un dels seus costats, una petita campana, anomenada Verge dels Dolors, d'uns 31 centímetres de diàmetre i 17 quilograms de pes. Datada de 1956 i fosa en la fosa de Salvador Manclús, de València, malgrat no tenir la campana un valor històric ni artístic particular, presenta la instal·lació original i això és el que li atorga la sonoritat i els valors culturals que posseeix.